# 貝塞爾鎮區 (印地安納州波西縣)
貝塞爾鎮區（英語：Bethel Township）是位於美國印地安納州波西縣的一個行政鎮區。

## 地方資料
根據2010年美國人口普查的數據，貝塞爾鎮區的面積為51.34平方千米，當中陸地面積為49.42平方千米，而水域面積為1.92平方千米。當地共有人口327人，而人口密度為每平方千米6.37人。